# Arthrotardigrada
Arthrotardigrada – rząd niesporczaków z gromady Heterotardigrada.
Należą tu gatunki zwykle drobne, często wyposażone w charakterystyczną dla rzędu szczecinkę głowową medialną. Grzbietowa strona ciała najczęściej z płytkami, choć u Archechniscidae są one zredukowane. U zdecydowanej większości gatunków każde z odnóży dzieli się na cztery lub sześć części, z których każda zwieńczona jest pazurkiem bądź przylgą. Większość gatunków morska.
Zalicza się tu następujące rodziny:
- Archechiniscidae Binda, 1978
- Batillipedidae Ramazzotti, 1962
- Coronarctidae Renaud-Mornant, 1974
- Halechiniscidae Thulin, 1928
- Neoarctidae de Zio Grimaldi, D'Addabbo Gallo et Morone De Lucia, 1992
- Renaudarctidae Kristensen et Higgins, 1984
- Stygarctidae Schulz, 1951